# 漢陽大学校
漢陽大学校（ハニャンだいがっこう、朝鮮語: 한양대학교英語: Hanyang University）は、大韓民国のソウル特別市城東区に本部を置く私立大学。

## 概要
日本統治下の1939年にソウル特別市西大門区にて設立された東亜工科学院（동아공과학원）を前身とする。その後、1941年に建国技術学院（건국기술학교）、1948年に漢陽工科大学（한양공과대학）と改称され、1959年に現在の校名となる。1978年には京畿道華城郡半月面（現・安山市）に半月キャンパスを設立した。校訓は｢愛の実践｣、シンボルは｢獅子｣である。半月キャンパスは1987年に安山キャンパス、2009年にERICAキャンパスへ改称されている。
漢陽大学校の両キャンパスは法律上、同じ学校法人が設立した全く異なる2つの大学である。ERICAキャンパスは漢陽大学校の分校であり、全ての行政も独立的に行われる。入試難易度にも大きな差がある。

## 学部
本校
- 工科大学　　　　　　　　　　　　　　　　　　　　　　　　　　　　　　　　　　
  - 建築学部
  - 建築工学部
  - 建設環境工学科
  - 都市工学科
  - 資源環境工学科
  - 融合電子工学科
  - 情報システム学科
  - 新素材工学部
  - 有機ナノ工学科
  - 機械工学部
  - 原子力工学科
  - 産業工学科
  - エナジー工学科
  - 未来自動車工学科
  - コンピューター工学部
    - コンピューター専攻
    - ソフトウェア専攻

  - 電気、生態工学部
    - 電気工学専攻
    - 生態工学専攻

  - 科工生命工学部
    - 化学工学専攻
    - 生命工学専攻
- 医科大学
  - 医学科
- 看護大学
  - 看護学科
- 人文科学大学
  - 国語国文科
  - 中国語中文科
  - 英語英文科
  - 独語独文科
  - 史学科
  - 哲学科
  - 遂行人文学部
- 社会科学大学
  - 政治外交学専攻
  - 行政学専攻
  - 社会学専攻
  - メディアコミュニケーション専攻
  - 観光学部
- 自然科学大学
  - 数学専攻
  - 物理学専攻
  - 化学専攻
  - 生命化学専攻
- 法学部（法学専門大学院設置に伴い廃止予定）
- 政策科学大学
  - 政策学科
- 経済金融大学
  - 経済金融学部
- 経営大学
  - 経営学部
  - ファイナンス経営学科
- 師範大学
  - 教育学科
  - 教育工学科
  - 国語教育科
  - 英語教育科
  - 数学教育科
  - 応用美術教育科
- 生活科学大学
  - 衣類学専攻
  - 食品栄養学専攻
  - 室内環境デザイン学専攻
- 音楽大学
  - 声楽科
  - 作曲科
  - ピアノ科
  - 管弦科
  - 国楽科
- 体育大学
  - 体育学科
  - スポーツ産業学科
- 芸術大学
  - 演劇映画学専攻
  - 舞踊学専攻

ERICAキャンパス
- 工学大学
  - 建築学部
    - 建築学専攻
    - 建築工学専攻
- 薬学大学
  - 薬学学科
- 国際文化大学
  - 韓国言語文学科
  - 文化人類学科
  - 文化コンテンツ学科
  - 中国学科
  - 日本言語文化学科
  - 英美言語文化学科
  - フランス言語文化学科
- 言論情報大学
  - 広告広報学部
    - 広告専攻
    - 広報専攻
- 科学技術大学
  - 科学技術学部
    - 応用数学専攻
    - 応用物理学専攻
    - 応用化学専攻
    - 海洋環境科学専攻
- 経商大学
  - 経済学部
  - 経営学部
- デザイン大学
  - 金属デザイン学科
  - 繊維デザイン学科
  - 産業デザイン学科
  - 視覚パッケージデザイン学科
  - 映像デザイン学科
- 生活体育芸術大学
  - 生活スポーツ学部
    - 生活体育専攻
    - 競技指導専攻

  - 生活舞踊芸術学科
  - 実用音楽学科

## 日本の協定大学
- 東北大学
- 筑波大学
- 神田外語大学
- 千葉商科大学
- 明治大学
- 早稲田大学
- 東京大学
- 東京工業大学
- 国士舘大学
- 青山学院大学
- 東海大学
- 立教大学
- 東京都立大学
- 中央大学
- 北陸先端科学技術大学院大学
- 名古屋大学
- 名古屋工業大学
- 大阪経済大学
- 大阪大学
- 関西大学
- 甲南大学
- 神戸大学
- 関西学院大学
- 高知大学
- 九州国際大学
- 立命館アジア太平洋大学

## 卒業生・在校生
- 秋美愛（政治家、元法務部長官）- 法学科卒業
- 任鍾晳（政治家、元大統領秘書室長）- 無機材料工学科卒業
- キム・ホンゴン（外交官）
- 鄭夢九（実業家、元現代-起亜自動車グループ会長）
- シン・ウィス（アナウンサー）- 電子電気パソコン工学部卒
- イム・スルレ（映画監督）- 英語英文学科卒、漢陽大学校大学院演劇映画科修了
- イム・ヒョンシク（俳優）- 演劇映画科卒
- ソル・ギョング（映画俳優）- 演劇映画科卒
- チョ・ヘリョン（タレント）- 演劇映画科卒、漢陽大学言論情報大学院放送学科修了
- イ・ジョンウン（俳優）- 演劇映画学科卒
- イ・ビョンホン（映画俳優）- 仏語仏文学科卒
- イ・ヨンエ（映画俳優）- 独語独文科卒
- キム・ソイ（映画俳優）- 国楽科卒
- ソン・ユナ（タレント）- 文化人類学科卒
- ペ・ドゥナ（女優）- 演劇映画科中退
- チェ・ジウ（タレント、俳優）- 演劇映画科中退
- カン・ドンウォン（映画俳優）- 機械工学科卒
- 笛木優子（俳優）- 言論情報学部卒
- チャン・グンソク（俳優）- 演劇映画科在学中
- ハ・ソクジン（俳優）- 機械工学科卒
- キム・ジェウォン（俳優）- 国際観光大学院国際観光学科
- 鄭珉台（プロ野球選手）
- 具臺晟（プロ野球選手）
- 金信（プロ野球選手）
- 朴賛浩（プロ野球選手）- 経営学科中退
- 金南一（サッカー選手）
- 金信泳（サッカー選手）
- 呂成海（サッカー選手）